# Tatsuno (Nagano)
Tatsuno (jap. 辰野町, -machi) ist eine Stadt im Landkreis Kamiina in der Präfektur Nagano auf der japanischen Hauptinsel Honshū.

## Geografie
Tatsuno liegt am nördlichen Ende des Ina-Beckens am Fluss Tenryū. Durch seine Lage am Übergang von Inatal und Suwatal war es von je her ein Verkehrsknotenpunkt. In Tatsuno befindet sich der offizielle geografische Mittelpunkt Japans, der dort mit einem Schild gekennzeichnet ist.
Tatsuno grenzt an die Städte Okaya, Suwa und Shiojiri sowie an die ebenfalls zum Landkreis Kamiina gehörenden Kommunen Minowa und Minamiminowa. Obwohl Tatsuno zum Landkreis Kamiina gehört, sind die wirtschaftlichen und kulturellen Bindungen mit den Kommunen der Suwa-Region stärker ausgeprägt.

## Geschichte
Die Stadt Tatsuno als moderne Gebietskörperschaft der lokalen Verwaltung wurde am 1. Januar 1947 gegründet. Zuvor hatte die gleiche Kommune als Dorf einen anderen Namen. Am 1. April 1955 wurde Tatsuno mit dem Dorf Asahi zusammengelegt. Am 30. September 1956 folgte die Eingliederung des Dorfes Kawashima und am 31. März 1961 die Eingliederung des Dorfes Ono.

## Verkehr
Das Gebiet der Stadt Tatsuno ist mit sechs Bahnhöfen an das japanische Schienennetz angebunden. An der von JR East betriebenen Chūō-Hauptlinie liegen die Bahnhöfe Tatsuno, Shinano-Kawashima und Ono. Im Bahnhof Tatsuno zweigt die von JR Central betriebenen Iida-Linie mit den Bahnhöfen Miyaki, Ina-Shinmachi und Haba ab. Durch Tasuno führen die Nationalstraße 153 und die Chūō-Autobahn, an der die Autobahnraststätte Tatsuno liegt.

## Bildungseinrichtungen
Die Stadt Tatsuno betreibt vier Grundschulen und eine Mittelschule. Im Stadtteil Ono gibt es darüber hinaus noch jeweils eine Grundschule und eine Mittelschule, die gemeinschaftlich von der Stadt Tatsuno und der Stadt Shiojiri getragen werden. Des Weiteren gibt es die Tatsuno-Oberschule, die von der Präfektur getragen wird. Mit der Shinshū Hōnan Tanki Daigaku befindet sich außerdem eine private Hochschule in Tatsuno.

## Glühwürmchenfest
Tatsuno ist in Japan als die Stadt der Glühwürmchen bekannt. In der Matsuo-Schlucht befindet sich ein unter Naturschutz stehendes Aufzuchtsgebiet für Glühwürmchen. Jedes Jahr findet während der Paarungszeit der Glühwürmchen das Tatsuno Glühwürmchen Fest (Tatsuno hotaru matsuri) statt, dass Touristen aus ganz Japan anlockt.

## Städtepartnerschaften
- Kyonan, Japan

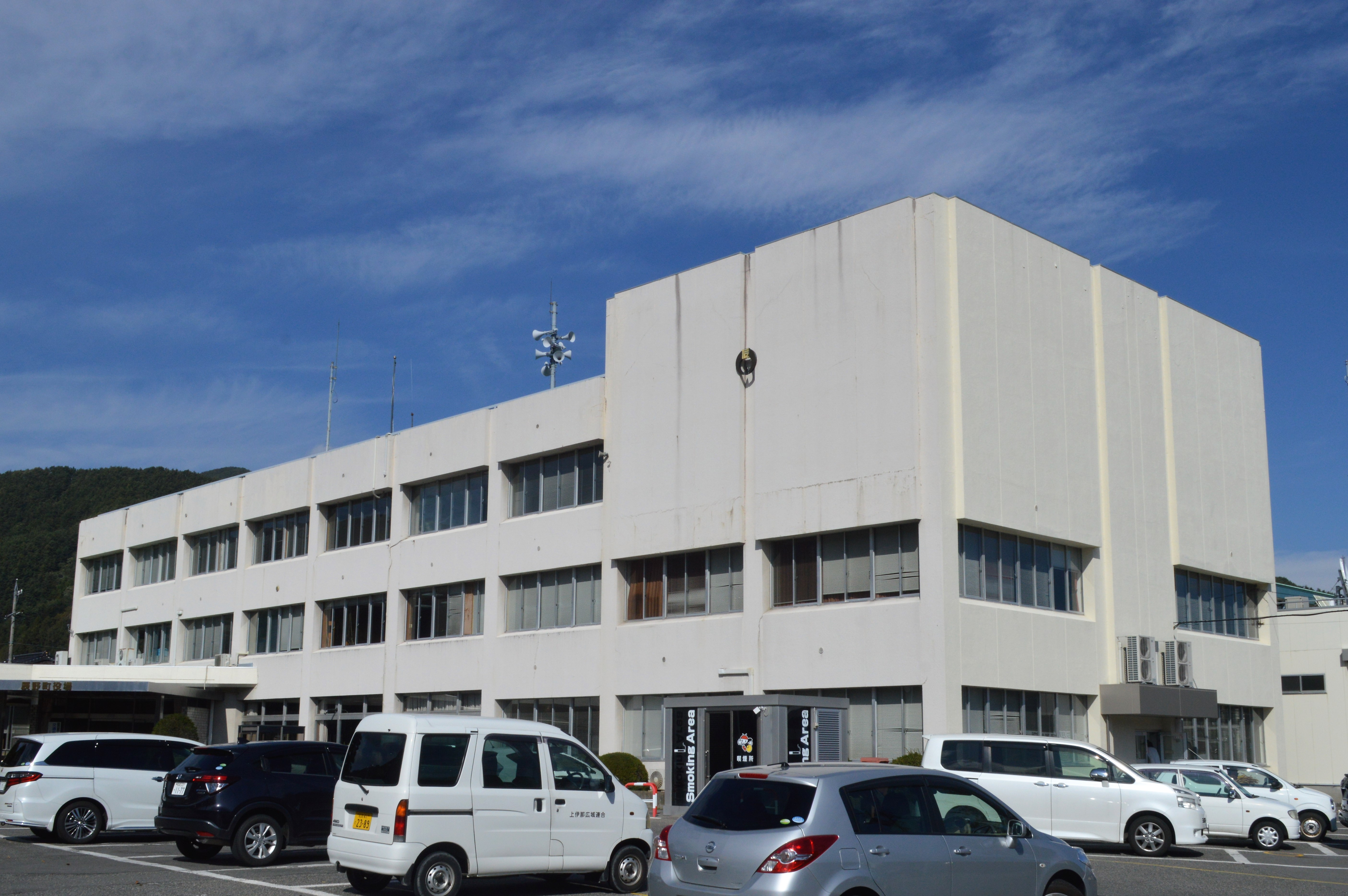
Rathaus

- Waitomo District, Neuseeland

## Persönlichkeiten
- Saori Imai (* 1990), Sprinterin
- Aruga Kizaemon  (1897–1979), Soziologe
- Toshiaki Ichinose (* 1963), Ökologe (Gastwissenschaftler, Universität Freiburg (1998–1999))